# Euxoa foeminalis
Euxoa foeminalis là một loài bướm đêm trong họ Noctuidae.